# Hanna Binke
Hanna Binke (* 17. März 1999 als Hanna Höppner) ist eine deutsche Schauspielerin.

## Karriere
Hanna Binke hatte im Alter von 9 Jahren Kontakt zu einer Agentur bekommen.
Sie trat als Kinderdarstellerin in mehreren Fernsehfilmen und Serienepisoden sowie in der Werbung auf. Nach einer kleineren Rolle im Film Kriegerin hatte Binke 2013 ihre erste Kino-Hauptrolle in Katja von Garniers Film Ostwind. Beim Filmfest München 2013 erhielt sie dafür den Kindermedienpreis Der weiße Elefant als beste Nachwuchsdarstellerin. In der Folge spielte sie auch die Hauptrolle in den Fortsetzungen Ostwind 2, Ostwind – Aufbruch nach Ora, Ostwind – Aris Ankunft und Ostwind – Der große Orkan. 2017 spielte sie eine schwangere Schülerin im Film Frühling – Zu früh geträumt sowie 2022 in der Fortsetzungsfolge Frühling – Alte Liebe, neue Liebe die junge Mutter im Konflikt mit der Mutter ihres Partners. In späteren Folgen der Filmreihe wurde ihre Figur der Amelie Kreuser zur wiederkehrenden Nebenrolle.
Hanna Binke lebt in Berlin.

## Filmografie (Auswahl)
- 2009: SOKO Wismar – Flaschenpost (Fernsehfilm)
- 2011: Die geerbte Familie (Fernsehfilm)
- 2011: Das Traumhotel – Malediven (Fernsehserie)
- 2011: Kriegerin
- 2011: Carl & Bertha (Fernsehfilm)
- 2012: Engel der Gerechtigkeit – Brüder fürs Leben (Fernsehserie)
- 2013: Nur mit euch! (Fernsehfilm)
- 2013: Ostwind – Zusammen sind wir frei
- 2013: Robin Hood und ich (Fernsehfilm)
- 2015: Ostwind 2
- 2017: Ostwind – Aufbruch nach Ora
- seit 2017: Frühling (Fernsehfilmreihe)
  - 2017: Zu früh geträumt
  - 2022: Alte Liebe, neue Liebe
  - 2023: Das Geheimnis vom Rabenkopf
  - 2023: Das Mädchen hinter der Tür
  - 2023: Flüsternde Geister
  - 2024: Ein Zebra im Gepäck
  - 2024: Wenn die Zeit stehen bleibt
  - 2024: Blick ins Morgen
  - 2024: Mit dem Feind im Bett
  - 2024: Holla, die Waldfee
  - 2025: Das Versteck
  - 2025: Die Mutter, die es nie gab
  - 2025: Ich such dich!
  - 2025: Babyalarm
- 2019: Ostwind – Aris Ankunft
- 2019: Polizeiruf 110 – Dunkler Zwilling (Fernsehfilm)
- 2021: Ostwind – Der große Orkan
- 2021: Helen Dorn – Wer Gewalt sät (Fernsehfilm)
- 2023: SOKO Wismar – Der Umbetter (Fernsehserie)
- 2024: Der Alte – Exit (Fernsehserie)